# V400 Волопаса
V400 Волопаса (лат. V400 Boötis) — двойная затменная переменная звезда типа W Большой Медведицы (EW) в созвездии Волопаса на расстоянии приблизительно 1679 световых лет (около 515 парсеков) от Солнца. Видимая звёздная величина звезды — от +12,81m до +12,51m. Орбитальный период — около 0,2933 суток (7,0399 часов).

## Характеристики
Первый компонент — жёлто-белая звезда спектрального класса F. Радиус — около 1,11 солнечного, светимость — около 1,802 солнечной. Эффективная температура — около 6358 K.
Второй компонент — жёлто-белая звезда спектрального класса F.